# 鱷魚先生 (電影)
《鱷魚先生》（英語：Crocodile Dundee）是1986年在澳大利亞和美國發行的劇情片電影，由澳洲男演員保羅·霍根飾演外號「鱷魚先生」的男主角Mick Dundee，美國女演員琳達·柯茲羅斯基飾演女主角記者Sue Charlton。故事是受到羅德·安塞爾（Rod Ansell）或阿維茲·布盧門塔斯（Arvids Blumentals）（鱷魚哈利）的真實經歷啟發，這部電影的製作預算不到 1,000 萬美元，原本拍攝目的，只是製作一部吸引美國主流市場的澳大利亞商業片，但最後卻成為全球賣座電影。
《鱷魚先生》1986年4月30 日在澳大利亞上映，同年9月26日在美國上映，是澳大利亞有史以來票房最高的電影，全球票房最高的澳大利亞電影，1986年美國票房第二高的電影，和當年美國票房收入最高的非美國電影，也是當年全球票房第二高的電影。這部電影有兩個版本：澳大利亞版和全球版，後者將許多澳大利亞俚語，改成被更普遍理解的詞語，並且較澳大利亞版略作刪剪。《鱷魚先生》之後在1988年和2001年拍攝了續集，但均沒有第一集在票房和口碑上來得成功。

## 人物角色
- 保羅·霍根飾演「鱷魚先生」
- 琳達·柯茲羅斯基飾演Sue Charlton

## 獎項與榮譽
本片獲得第59屆奧斯卡金像獎、第40屆英國電影學院獎的最佳原创剧本奖提名，男主角保羅·霍根獲得第44屆金球獎最佳音樂及喜劇類電影男主角。

## 外部連結
- 互联网电影数据库（IMDb）上《鱷魚先生》的资料（英文）
- TCM电影资料库上《鱷魚先生》的资料（英文）
- AllMovie上《鱷魚先生》的资料（英文）
- Box Office Mojo上《鱷魚先生》的資料（英文）